# Diocesi di Crookston
La diocesi di Crookston (in latino: Dioecesis Crookstoniensis) è una sede della Chiesa cattolica negli Stati Uniti d'America suffraganea dell'arcidiocesi di Saint Paul e Minneapolis. Nel 2021 contava 34.875 battezzati su 227.689 abitanti. È retta dal vescovo Andrew Harmon Cozzens.

## Territorio
La diocesi comprende le seguenti contee dello stato del Minnesota (Stati Uniti): Becker, Beltrami, Clay, Clearwater, Hubbard, Kittson, Lake of the Woods, Marshall, Mahnomen, Norman, Pennington, Polk, Contea di Red Lake e Roseau.
Sede vescovile è la città di Crookston, dove si trova la cattedrale dell'Immacolata Concezione (Cathedral of the Immaculate Conception).
Il territorio si estende su 44.574 km² ed è suddiviso in 66 parrocchie, raggruppate in 5 decanati.

## Storia
La diocesi è stata eretta il 31 dicembre 1909, ricavandone il territorio dalla diocesi di Duluth.
La diocesi è stata coinvolta nello scandalo degli abusi sessuali su una ragazza di 14 anni commessi dal sacerdote Joseph Palanivel Jeyapaul; nel settembre 2011 la diocesi ha accettato di pagare 750.000 dollari alla vittima.

## Cronotassi dei vescovi
Si omettono i periodi di sede vacante non superiori ai 2 anni o non storicamente accertati.
- Timothy J. Corbett † (9 aprile 1910 - 25 giugno 1938 dimesso[2])
- John Hubert Peschges † (30 agosto 1938 - 30 ottobre 1944 deceduto)
- Francis Joseph Schenk † (10 marzo 1945 - 27 gennaio 1960 nominato vescovo di Duluth)
- Lawrence Alexander Glenn † (27 gennaio 1960 - 24 luglio 1970 dimesso[3])
- Kenneth Joseph Povish † (28 luglio 1970 - 8 ottobre 1975 nominato vescovo di Lansing)
- Victor Herman Balke (7 luglio 1976 - 28 settembre 2007 ritirato)
- Michael Joseph Hoeppner (28 settembre 2007 - 13 aprile 2021 dimesso)[4]
- Andrew Harmon Cozzens, dal 18 ottobre 2021

## Statistiche
La diocesi nel 2021 su una popolazione di 227.689 persone contava 34.875 battezzati, corrispondenti al 15,3% del totale.
| anno | popolazione | popolazione | popolazione | presbiteri | presbiteri | presbiteri | presbiteri                | diaconi | religiosi | religiosi | parrocchie |
| anno | battezzati  | totale      | %           | numero     | secolari   | regolari   | battezzati per presbitero | diaconi | uomini    | donne     | parrocchie |
| ---- | ----------- | ----------- | ----------- | ---------- | ---------- | ---------- | ------------------------- | ------- | --------- | --------- | ---------- |
| 1950 | 32.170      | 231.263     | 13,9        | 77         | 56         | 21         | 417                       |         |           | 304       | 88         |
| 1966 | 41.192      | 215.500     | 19,1        | 83         | 59         | 24         | 496                       |         | 2         | 439       | 55         |
| 1968 | 40.457      | 209.231     | 19,3        | 78         | 54         | 24         | 518                       |         | 27        | 289       | 54         |
| 1976 | 44.476      | 215.227     | 20,7        | 71         | 49         | 22         | 626                       |         | 24        | 269       | 48         |
| 1980 | 41.925      | 220.132     | 19,0        | 72         | 51         | 21         | 582                       |         | 22        | 320       | 48         |
| 1990 | 41.766      | 243.895     | 17,1        | 64         | 47         | 17         | 652                       | 2       | 19        | 244       | 78         |
| 1999 | 42.122      | 236.100     | 17,8        | 53         | 49         | 4          | 794                       | 8       | 2         | 177       | 71         |
| 2000 | 41.057      | 236.100     | 17,4        | 45         | 41         | 4          | 912                       | 8       | 6         | 187       | 71         |
| 2001 | 40.646      | 235.145     | 17,3        | 42         | 40         | 2          | 967                       | 12      | 3         | 171       | 69         |
| 2002 | 40.429      | 235.145     | 17,2        | 46         | 44         | 2          | 878                       | 10      | 4         | 157       | 69         |
| 2003 | 41.080      | 246.667     | 16,7        | 47         | 45         | 2          | 874                       | 10      | 3         | 133       | 69         |
| 2004 | 36.263      | 247.741     | 14,6        | 44         | 42         | 2          | 824                       | 11      | 3         | 138       | 69         |
| 2006 | 35.780      | 250.941     | 14,3        | 45         | 41         | 4          | 795                       | 13      | 5         | 118       | 67         |
| 2013 | 34.700      | 262.900     | 13,2        | 46         | 43         | 3          | 754                       | 15      | 3         | 71        | 66         |
| 2016 | 32.089      | 274.926     | 11,7        | 49         | 47         | 2          | 654                       | 19      | 2         | 55        | 66         |
| 2019 | 35.014      | 277.690     | 12,6        | 44         | 41         | 3          | 795                       | 23      | 3         | 41        | 66         |
| 2021 | 34.875      | 227.689     | 15,3        | 41         | 41         |            | 850                       | 21      |           | 33        | 66         |